# Женская сборная Андорры по баскетболу 3×3
Женская сборная Андорры по баскетболу 3×3 представляет Андорру на международных соревнованиях по баскетболу 3×3. Управляющим органом является Федерация баскетбола Андорры.
По состоянию на 8 сентября 2024, женская сборная Андорры по баскетболу 3×3 занимает 101-е место в мировом рейтинге ФИБА женских сборных по баскетболу 3×3.

## Результаты выступлений
| Турнир                           | Золото | Серебро | Бронза | Всего |
| -------------------------------- | ------ | ------- | ------ | ----- |
| Чемпионат мира по баскетболу 3×3 | —      | —       | —      | —     |
| Средиземноморские игры           | —      | —       | —      | —     |
| Итого                            | —      | —       | —      | —     |

### Чемпионат мира по баскетболу 3x3
| Год            | Место          | Игры           | Победы         | Поражения      | Состав команды                                                                        |
| -------------- | -------------- | -------------- | -------------- | -------------- | ------------------------------------------------------------------------------------- |
| 2012           | не участвовали | не участвовали | не участвовали | не участвовали | не участвовали                                                                        |
| Москва 2014    | 24             | 5              | 0              | 5              | Cristina Andrés Rabasa, Claudia Brunet Solano, Nàdia Mun Mas, Patricia Vicente        |
| Гуанчжоу 2016  | 16             | 4              | 1              | 3              | Claudia Brunet Solano, Alba Pla Marsiñach, Patricia Vicente, Eva Vilarrubla Seira     |
| Нант 2017      | 14             | 4              | 1              | 3              | Claudia Brunet Solano, Jennifer Carmona Heredia, Maria Martín Moliné, Nàdia Mun Mas   |
| Bocaue 2018    | 20             | 4              | 0              | 4              | Claudia Brunet Solano, Alba Pla Marsiñach. Carla Puntí Saavedra, Eva Vilarrubla Seira |
| Амстердам 2019 | 18             | 4              | 0              | 4              | Marta Ballus, Jennifer Carmona Heredia, Claudia Guri Moreno, Carla Puntí Saavedra     |
| 2022—н. в.     | не участвовали | не участвовали | не участвовали | не участвовали | не участвовали                                                                        |

### Средиземноморские игры
| Год            | Место          | Игры           | Победы         | Поражения      | Состав команды                                                                        |
| -------------- | -------------- | -------------- | -------------- | -------------- | ------------------------------------------------------------------------------------- |
| Таррагона 2018 | 9              | 4              | 1              | 3              | Claudia Brunet Solano, Anna Mañà Buscall, Claudia Guri Moreno, Cristina Andrés Rabasa |
| 2022—н. в.     | не участвовали | не участвовали | не участвовали | не участвовали | не участвовали                                                                        |